# 리딕 (영화)
리딕(영어: Riddick)은 2013년에 개봉한 《리딕》 시리즈의 세 번째 작품이다.
리딕은 2013년 9월 6일 미국에서 개봉되었다. 비평가들은 이를 시리즈의 형태로의 복귀로 간주했으며 전작에 비해 적당한 흥행 성공을 거두었다. 리딕: 퓨리아(Riddick: Furya)라는 네 번째 영화가 개발 중이다.

## 줄거리
리딕은 네크로몬거 함대의 군주 원수로 지내지만, 자신의 역할에 불편함을 느끼고 네크로몬거 신앙을 따르지 않아 내부 불만이 쌓인다. 그는 자신의 암살 시도가 있자, 다음 군주 원수가 되는 것을 조건으로 바코 사령관에게 자신의 고향 퓨리아로 데려다 줄 것을 요구한다. 하지만, 리딕은 황량한 행성에 버려지고, 자신을 죽이려던 네크로몬거들을 대부분 처치한다.  리딕은 부상당한 채로 행성에 남겨져, 맹수와 독을 가진 괴물들을 피하며 생존을 위해 고군분투한다. 그는 상처를 치료하는 동안, 독에 대한 면역을 얻기 위해 스스로 독을 주입하고, 임시 무기를 만들고, 고아 늑대 새끼를 훈련시킨다.
리딕은 몬스터들을 제거하고 사바나에 진입, 용병 스테이션을 발견하고, 곧 몰아칠 폭풍우가 위험을 초래할 것이라 판단하여 비상 신호를 보낸다. 곧이어 두 용병 팀이 도착하는데, 폭력적인 산타나가 이끄는 팀과 존스 대령이 이끄는 팀이다. 리딕은 그들에게 함선을 하나 남기고 떠나지 않으면 모두 죽을 것이라는 경고 메시지를 남긴다. 첫날밤, 리딕은 산타나 팀의 용병들을 처치하고, 산타나는 존스 팀과 협력하게 된다. 리딕은 각 팀의 함선에서 에너지 노드를 훔쳐낸 후, 돌려주는 대가로 협상을 제안하지만, 이는 함정이었다. 리딕은 진정제를 맞고 포획되고, 그가 키우던 늑대도 죽는다.
존스는 과거 자신의 아들 윌리엄의 죽음에 대한 진실을 밝히기 위해 리딕을 심문한다. 폭풍우가 몰아치자 지하에서 수많은 진흙 괴물이 깨어나 스테이션을 공격하고, 이 과정에서 용병 일부가 사망한다.  존스는 리딕에게 에너지 노드를 찾아오면 그를 풀어주기로 약속하지만, 산타나는 리딕을 죽이려 한다. 리딕은 산타나를 죽이고, 에너지 노드를 되찾아 함선을 되찾는 데 협력하기로 한다. 전투 중에 또 다른 용병이 죽고, 리딕, 존스, 용병은 함께 에너지 노드를 찾으러 떠난다.  그러나 용병의 배신으로 존스는 위험에 처하고, 리딕은 그를 구출한다. 에너지 노드를 찾은 후, 리딕은 존스의 아들이 마약 중독자였음을 밝히며 존스를 시험한다. 배신한 용병과 전투 끝에 그는 죽고, 남은 일행은 진흙 괴물의 공격을 받는다.
리딕과 존스는 스테이션으로 도망치지만 리딕은 심각한 부상을 입고, 존스는 에너지 노드를 가지고 그를 버린다. 절망적인 순간, 존스는 다시 돌아와 리딕을 구출하고, 그에게 함선을 제공한다. 리딕은 존스가 자신의 아들보다 나은 사람이라고 평가하며 깊은 우주로 떠난다.

## 배역
- 빈 디젤
- 케이티 새코프
- 칼 어번
- 조디 몰라
- 놀런 제라드 펑크